# 拉罗什吉永
拉罗什吉永（法語：La Roche-Guyon，法語發音：[la ʁɔʃ ɡɥijɔ̃] ⓘ）是法国法蘭西島大區瓦兹河谷省的一个市镇，位于该省西南部，属于蓬图瓦兹区。拉罗什吉永是法兰西岛大区唯一一个获得法国最美丽的村庄（法語：Les Plus Beaux Villages de France）这一称号的市镇。

## 地理
拉罗什吉永（49°4'54"N, 1°37'46"E）面积4.61 平方千米，位于法国法蘭西島大區瓦兹河谷省，塞纳河右岸的一处弯道上。
与拉罗什吉永接壤的市镇（或旧市镇、城区）包括：阿姆尼库尔、加尼、弗勒讷斯、戈姆库尔、穆瓦松、谢朗斯、欧特伊勒。
拉罗什吉永的时区为UTC+01:00、UTC+02:00（夏令时）。

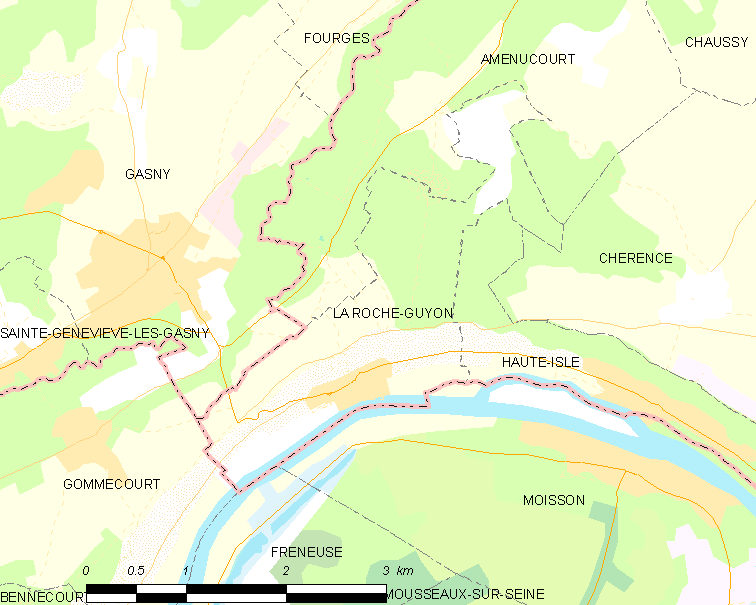
拉罗什吉永的OSM定位图

## 行政
拉罗什吉永的邮政编码为95780，INSEE市镇编码为95523。

## 政治
拉罗什吉永所属的省级选区为沃雷阿勒县。

## 人口

1962-2008年间拉罗什吉永人口变化图示

拉罗什吉永于2022年1月1日时的人口数量为423人。